# 스쿨보이 레코즈
스쿨보이 레코즈(영어: Schoolboy Records)는 2007년 스쿠터 브론이 설립한 미국 음반사로, 유니버설 뮤직 그룹과 전략적 파트너십을 맺고 운영되고 있다.
스쿨보이 레코즈의 첫 번째 성공작은 애셔 로스의 싱글 " I Love College "와 그의 데뷔 앨범 Asleep in the Bread Aisle이다 . 이 레이블은 또한 저스틴 비버의 노래 Baby와 "One Time", 칼리 레이 젭슨과 그녀의 1위 히트곡 " Call Me Maybe", 히트곡 " 강남 스타일"으로 여러 국제 차트 1위를 차지한 한국 래퍼 싸이 등이 소속되어있다.
소속된 아티스트:
- 칼리 레이 젭슨 (캐나다 외 지역)
- 싸이
- 푸시 베이비 (이전 이름은 릭스턴)
- 셰퍼드
- CL
- 저스틴 비버